# Paradise in Me
Paradise in Me es el segundo álbum de K's Choice. Salió en agosto de 1996 en la etiqueta de Sony BMG y significó el gran avance de la banda. 
El primer sencillo del álbum, "Not an Addict", se convirtió en un gran éxito y luego se mantuvo como la canción más famosa de K's Choice. También "White Kite Fauna","A Sound that only You Can Hear" , "Iron Flower", "Wait" y "Dad" aparecieron en single

## Canciones
1. "Not an Addict" (Bettens/Bettens) – 4:50
2. "A Sound that only You Can Hear" (Bettens/Bettens) – 4:15
3. "White Kite Fauna" (Bettens/Bettens) – 4:59
4. "Mr. Freeze" (Bettens/Bettens) – 4:23
5. "Song for Catherine"  (Bettens/Bettens) – 3:02
6. "To this Day"  (Bettens/Bettens) – 4:13
7. "Iron Flower" (Bettens/Bettens) – 4:34
8. "Wait" (Bettens/Bettens) – 5:04
9. "Paradise in Me" (Bettens/Bettens) – 2:05
10. "My Record Company" (Bettens/Bettens) – 3:42
11. "Only Dreaming"  (Bettens/Bettens) – 3:53
12. "Dad" (Bettens/Bettens) – 3:04
13. "Old Woman" (Bettens/Bettens) – 1:55
14. "Something's Wrong" (live) (Bettens/Bettens) – 3:43

## Personas
- Sarah Bettens - Voz, guitarra
- Gert Bettens - Guitarra, teclados, drawing
- Jean Blaute -  Bajo, guitarra, Teclados, productor
- Vincent Pierins - Bajo
- Evert Verhees - Bajo
- Erik Verheyden - Bajo
- Bart Van Der Zeeuw - Percusión
- Marc Francois - Engineer
- Werner Pensaert - Engineer
- Uwe Teichart - Mastering

## Release details
| Country | Date   | Label | Format | Catalog |
|         | 1996   | Sony  | CD     | 66325   |
|         | Casete | 66325 |        |         |
|         | 1996   | Epic  | CD     | 474949  |

- Datos: Q2517545